# Aéroport de Saint-Brieuc Armor
Pour les articles homonymes, voir Armor (homonymie).
L'aéroport de Saint-Brieuc Armor, anciennement aéroport de Saint-Brieuc - Trémuson est un aéroport du département des Côtes-d'Armor. Il se situe sur la commune de Trémuson, à 12 km à l'ouest de Saint-Brieuc. En semaine, une navette est à disposition des pilotes et des passagers afin de rejoindre le centre-ville.
L'aérodrome est ouvert au trafic commercial régulier ou non, aux avions privés, aux IFR et aux VFR. L'aéroport est situé à proximité de la Côte d'Émeraude et à environ 45 minutes de la Côte de granit rose et de l'aéroport de Lannion.

## Histoire
Entre 1909 et 1939, c'est la plage de Cesson (un quartier de Saint-Brieuc), à marée basse, qui sert d'aérodrome. 
Dès 1931, la question d'un aérodrome permanent et non soumis aux marées se posait. Une solution avait été proposée qui consistait à construire une digue de 2 500 m de long pour assécher la baie. Cette solution, trop onéreuse a été abandonnée.
En 1939 est inauguré l'aérodrome de Plaine-Ville (ou des Plaines-Ville), dans la commune de Ploufragan qui deviendra plus tard, l'aéroport de Saint-Brieuc - Ploufragan.
Il est modernisé à partir de 1942 sous l'occupation allemande.

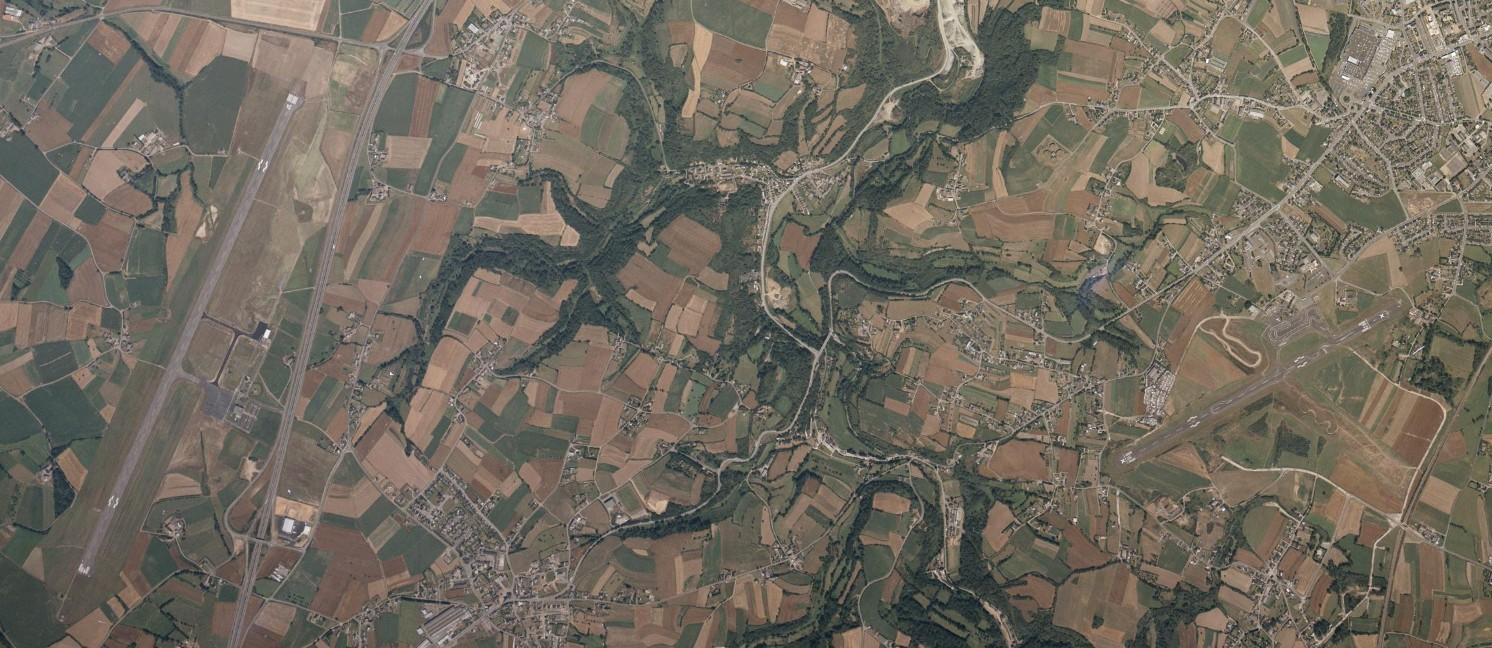
Aéroports de Saint-Brieuc en 1988, le nouveau à gauche (Trémuson) et l'ancien à droite (Ploufragan).

Dans les années 1980, se pose la question de son agrandissement. Les maisons d'habitation étant trop proches de la Plaine-ville, un nouveau lieu est donc cherché. 
Depuis 1975, le futur contournement de l'agglomération par l'Est avec une « quatre voies » est envisagé et sera même ouvert à la circulation en 1980. Le terrain idéal se trouvera à proximité de cet axe.
L'inauguration de l'actuel aéroport de Saint-Brieuc - Armor (de son ancienne appellation aéroport de Saint-Brieuc Trémuson)  a lieu le 30 novembre 1985. Il se situe en bordure de la rocade RN 12 au lieu-dit la Lande, sur la commune de Trémuson.

## Fréquentation et utilisation

### L'ancien aéroport à Ploufragan
En 1953, Jersey Airlines assurait la ligne vers Jersey. En 1956, 1957 et 1958 c'est en De Havilland Heron que la traversée se faisait en 30 minutes. En 1963, c'est un Dakota qui était utilisé.
Au milieu des années 1950, la compagnie Air Ouest assurait une ligne Nantes - Saint-Brieuc.
A la fin des années 1960, Air Inter proposait le vol Saint-Brieuc - Paris via Rennes.
Entre 1971 et 1975, la compagnie aérienne aérienne Vargas Aviation basée sur l'aéroport exploitait des Douglas DC-3 pour le transport de fret essentiellement des produits de la mer.
En 1971-1972, Rousseau Aviation exploitait la ligne Lannion - Saint Brieuc - Paris Orly en Nord Aviation N.262 ainsi que la ligne vers Jersey en N.262 également.
Entre 1973 et 1976, Nantes Aviation a demandé une convention sur la ligne Saint-Brieuc - Nantes auprès du conseil Supérieur de l'aviation marchande (CSAM).
Dans les années 1974 et 1975, c'est Rousseau Aviation qui exploitait la ligne directe vers Paris ou via Rennes en Hawker Siddeley HS.748.
Été 1976, c'est TAT (Touraine Air Transport) qui exploitait la ligne vers Paris en Fokker 27 en 1 h 40.
En 1979, la compagnie Air Vendée assurait la ligne Saint-Brieuc - Nantes. En 1982, elle avait pour projet la ligne Saint-Brieuc - La Roche-sur-Yon.
En 1979, Bretagne Air Services assurait en DC-3 une ligne vers Jersey.
En 1980, c'est la Société Aéronautique Jurassienne - Compagnie aérienne de transport qui demandait une convention pour la ligne vers Nantes.
Les dernières liaisons aériennes commerciales vers Paris étaient assurées jusqu'à fin novembre 1985 par la compagnie TAT en Fairchild Hiller FH-227 B.

Vues aériennes de l'aéroport de Saint Brieuc - Ploufragan de 1948 à 2011
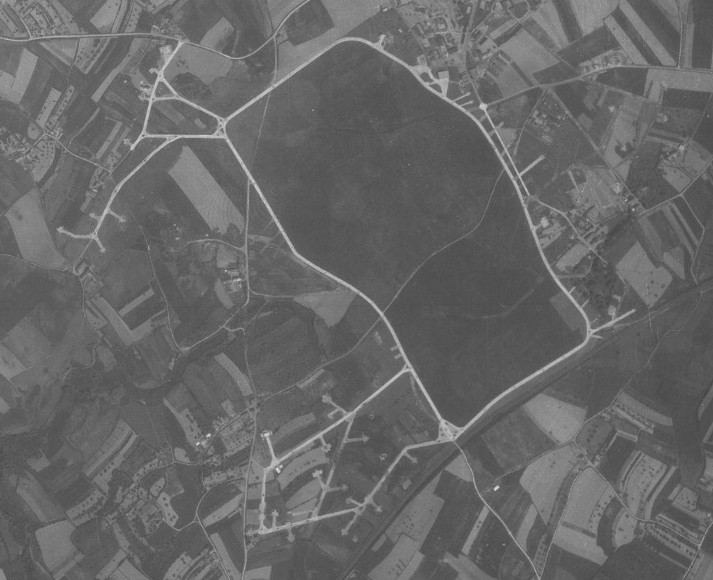
Aéroport de Saint-Brieuc Ploufragan en 1948
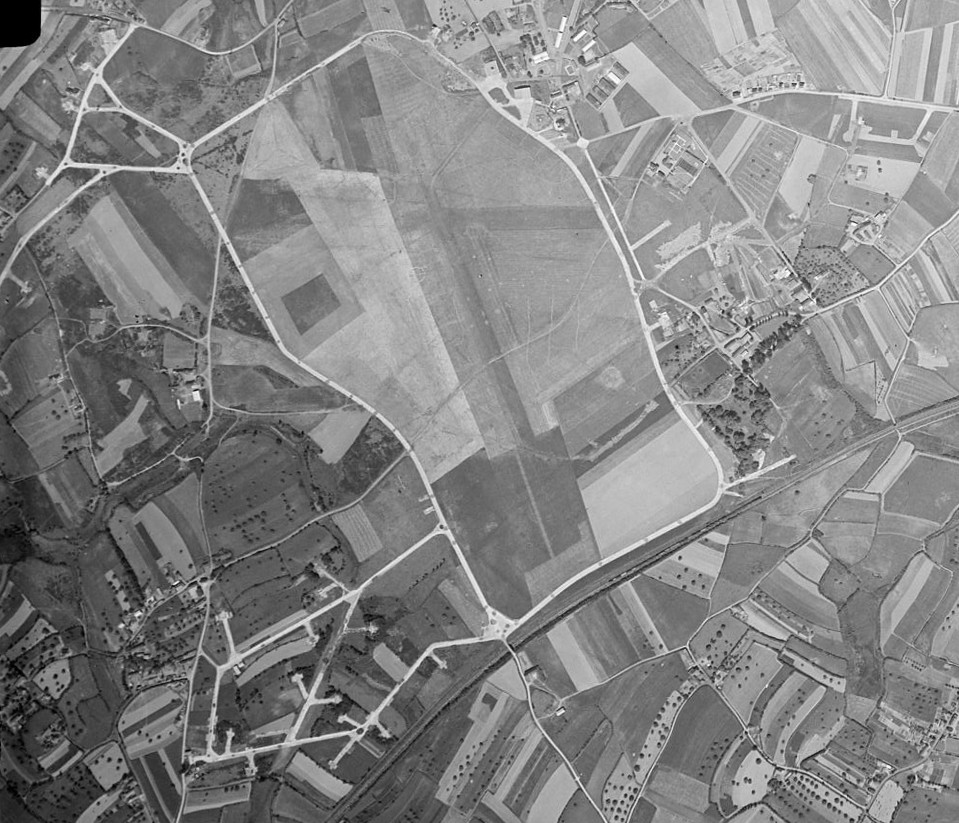
Aéroport de Saint-Brieuc Ploufragan en 1952
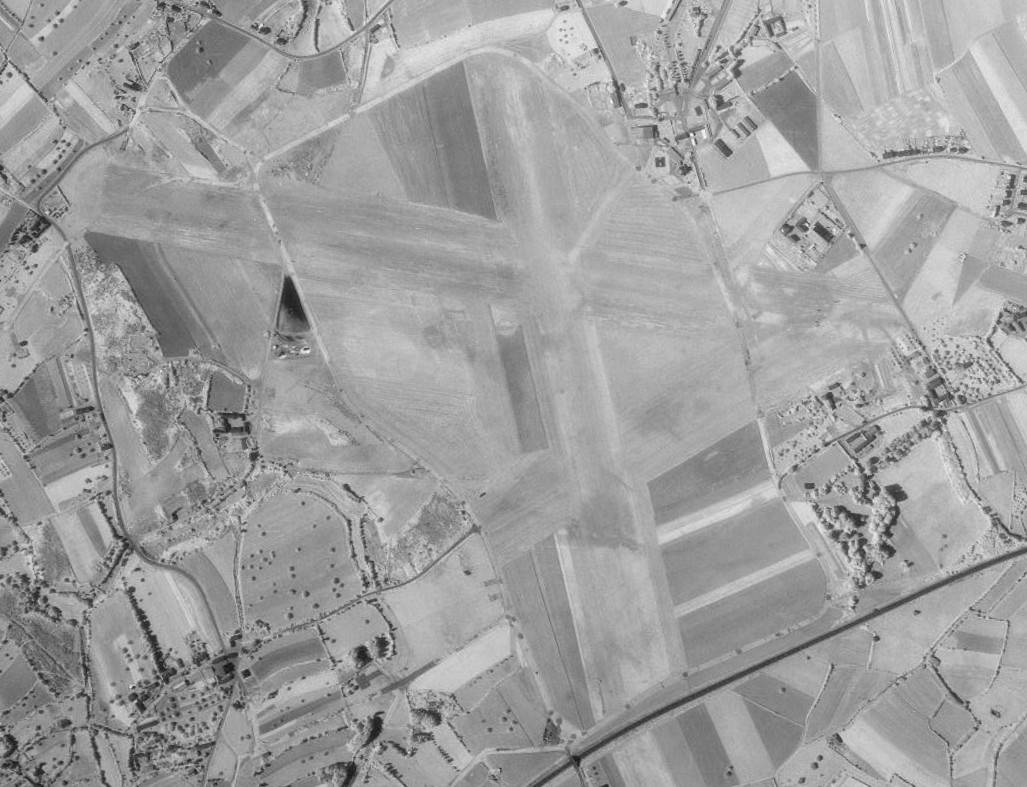
Aéroport de Saint-Brieuc Ploufragan en 1961
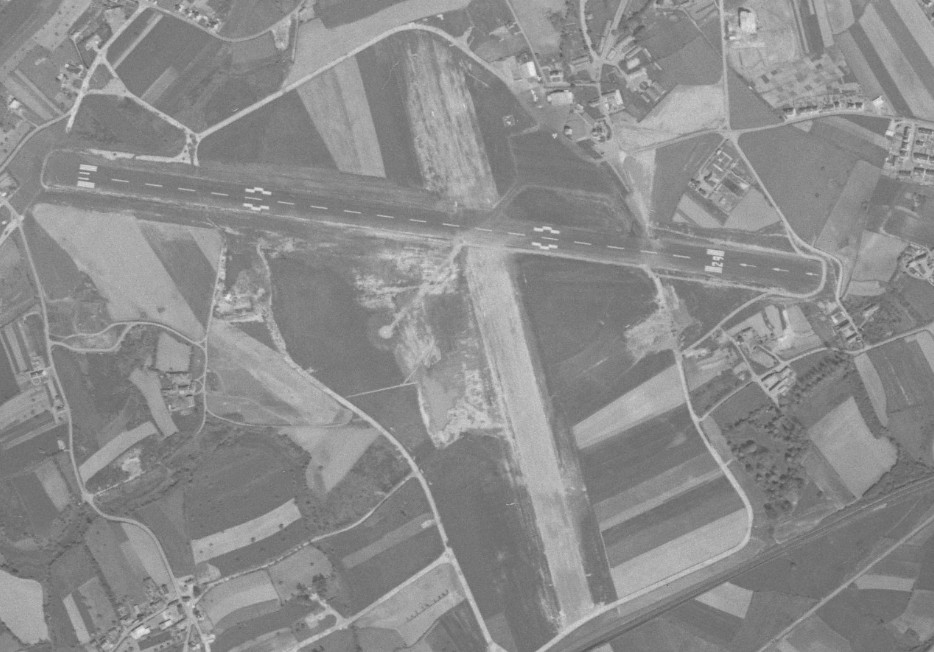
Aéroport de Saint-Brieuc Ploufragan en 1966
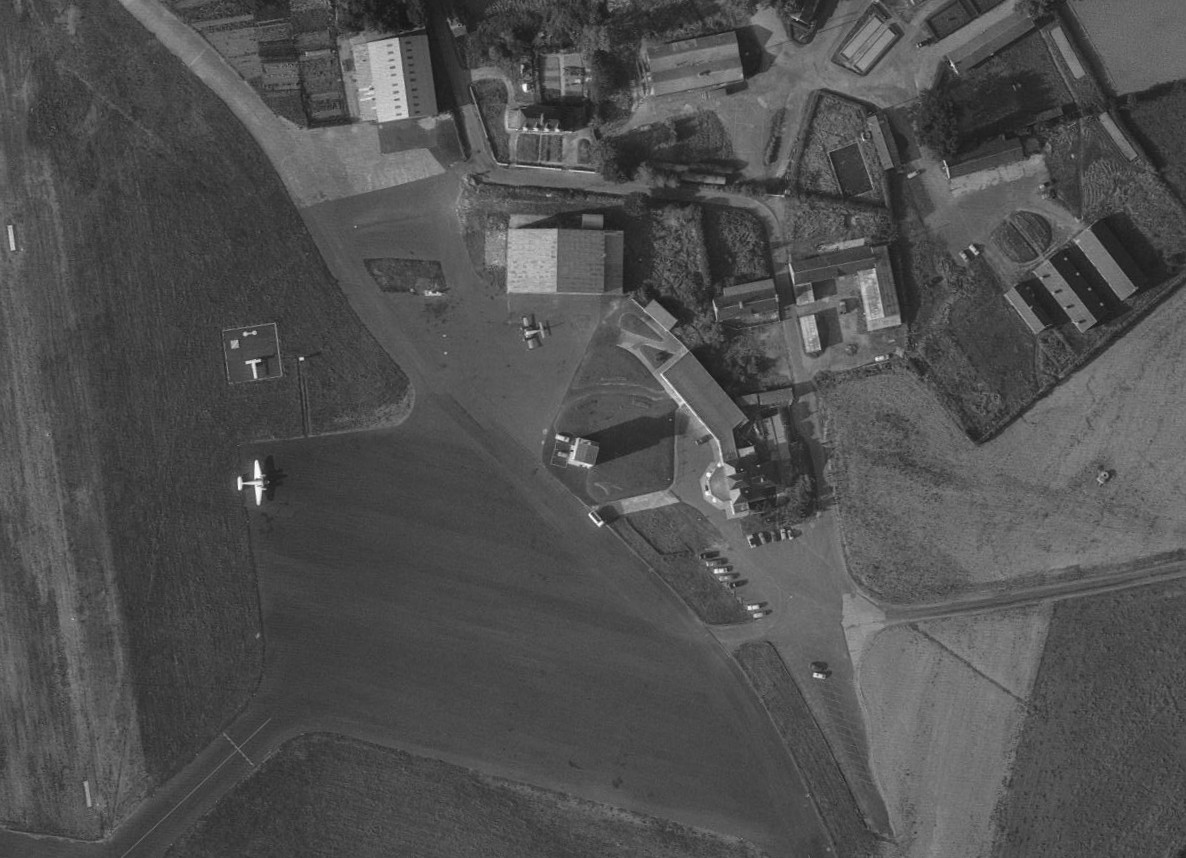
Aéroport de Saint-Brieuc Ploufragan en 1966
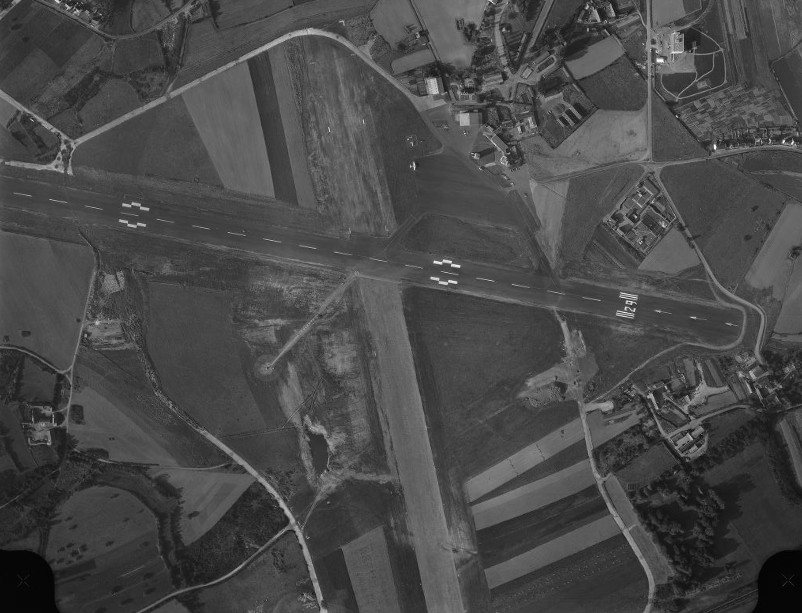
Aéroport de Saint-Brieuc Ploufragan en 1966
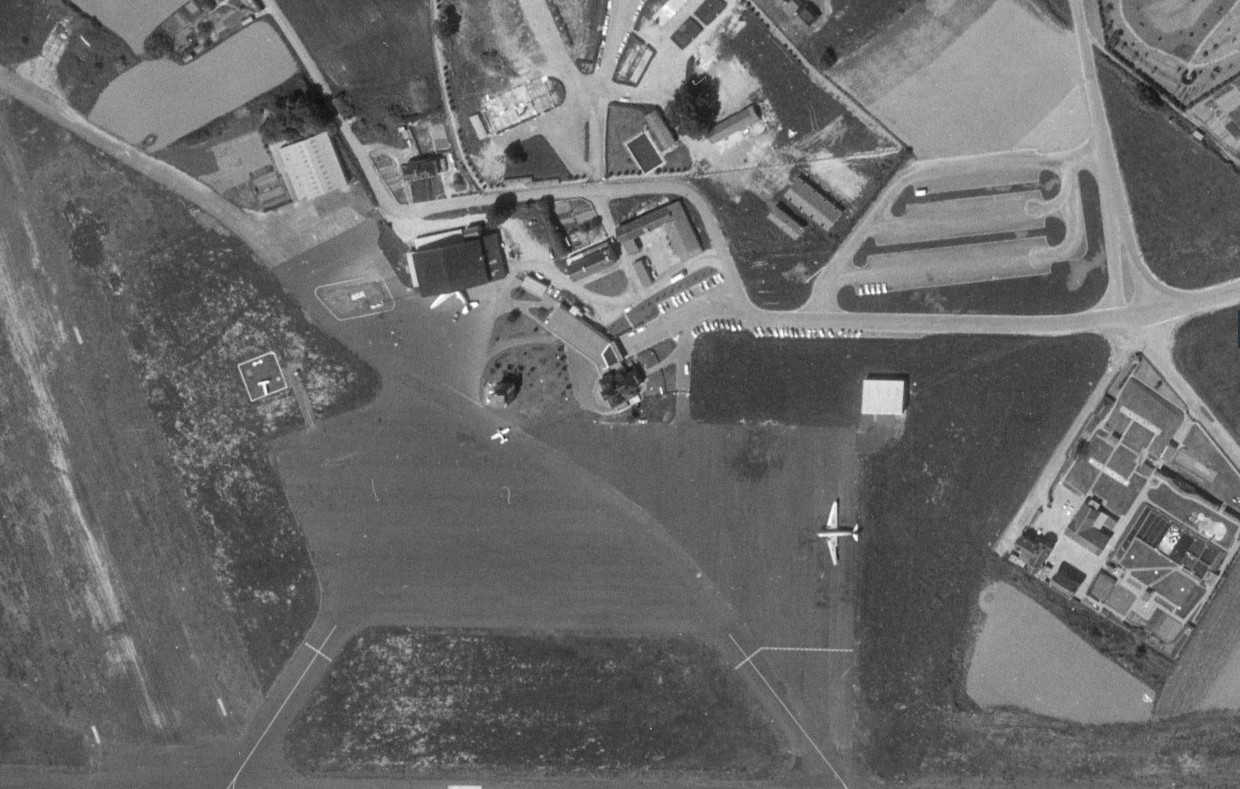
Aéroport de Saint-Brieuc Ploufragan en 1973
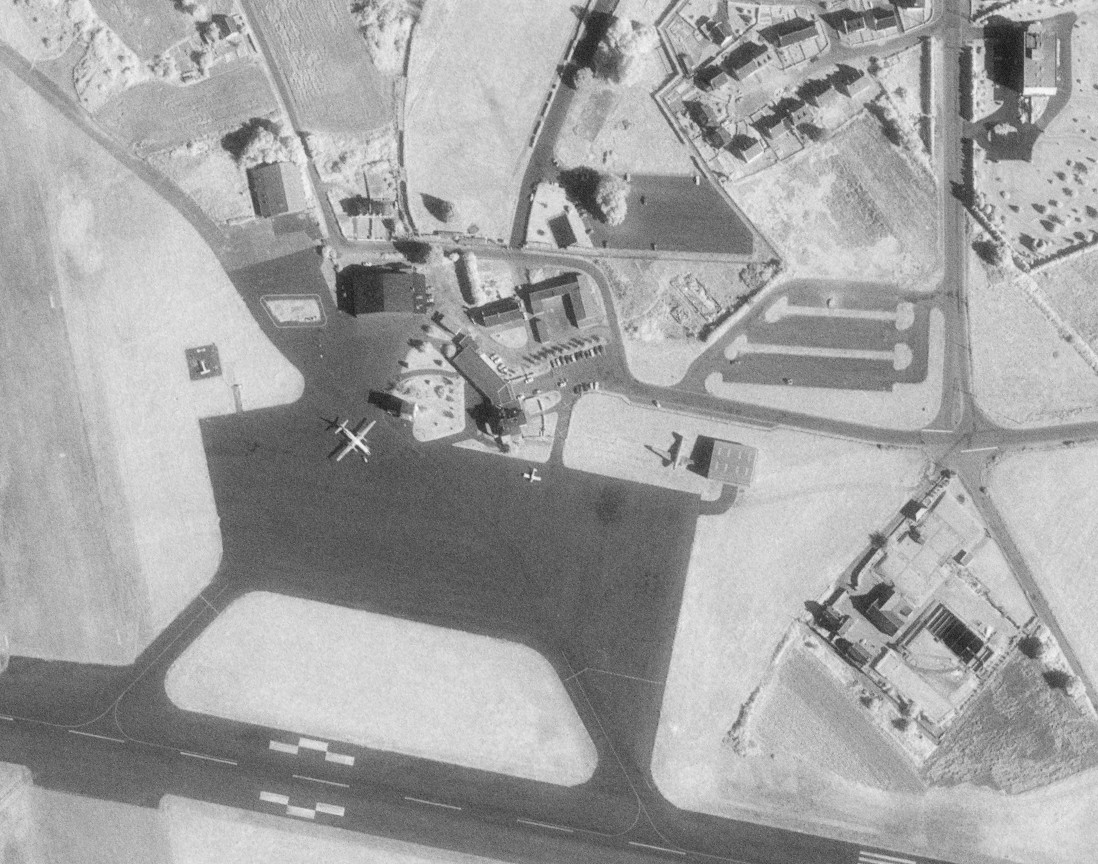
Aéroport de Saint-Brieuc Ploufragan en 1978
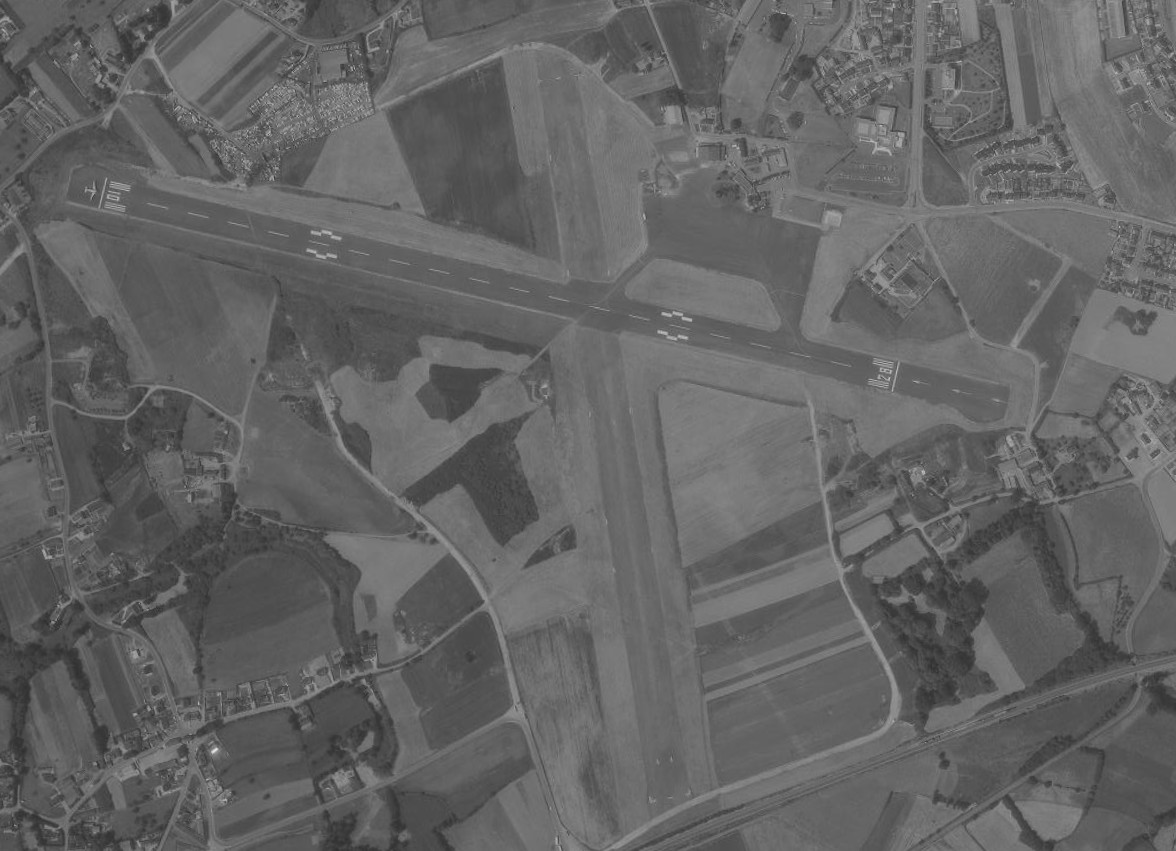
Aéroport de Saint-Brieuc Ploufragan en 1982
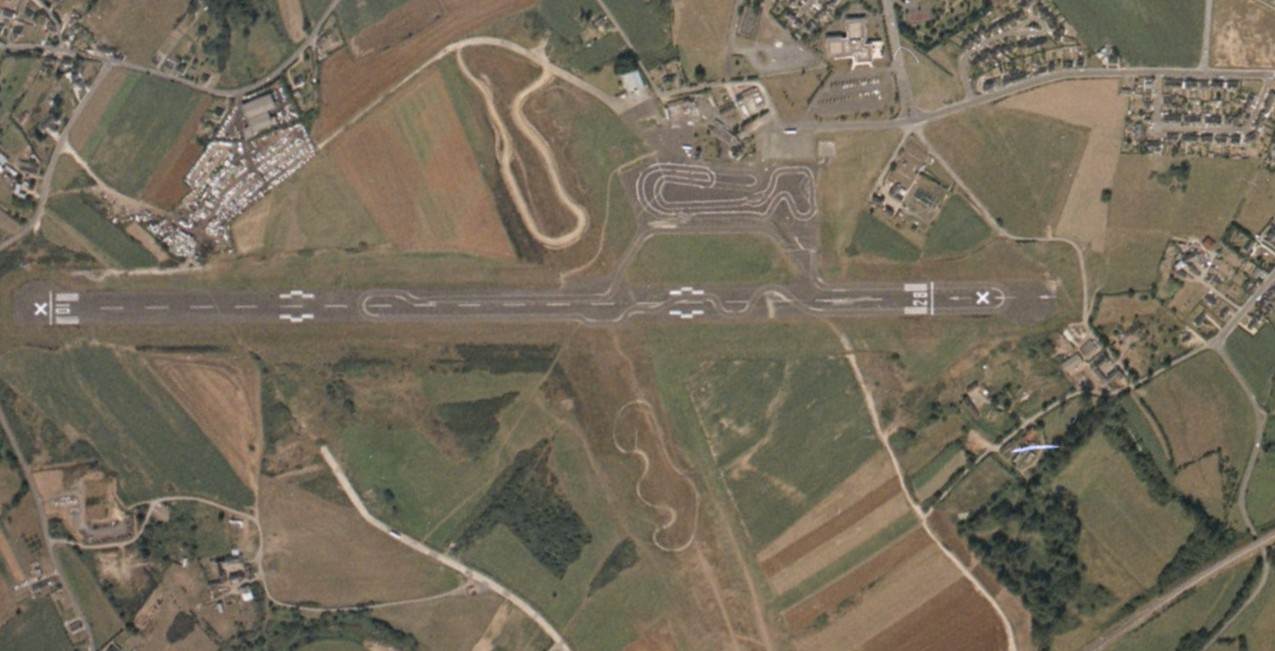
Aéroport de Saint-Brieuc Ploufragan fermé à la circulation aérienne en 1988
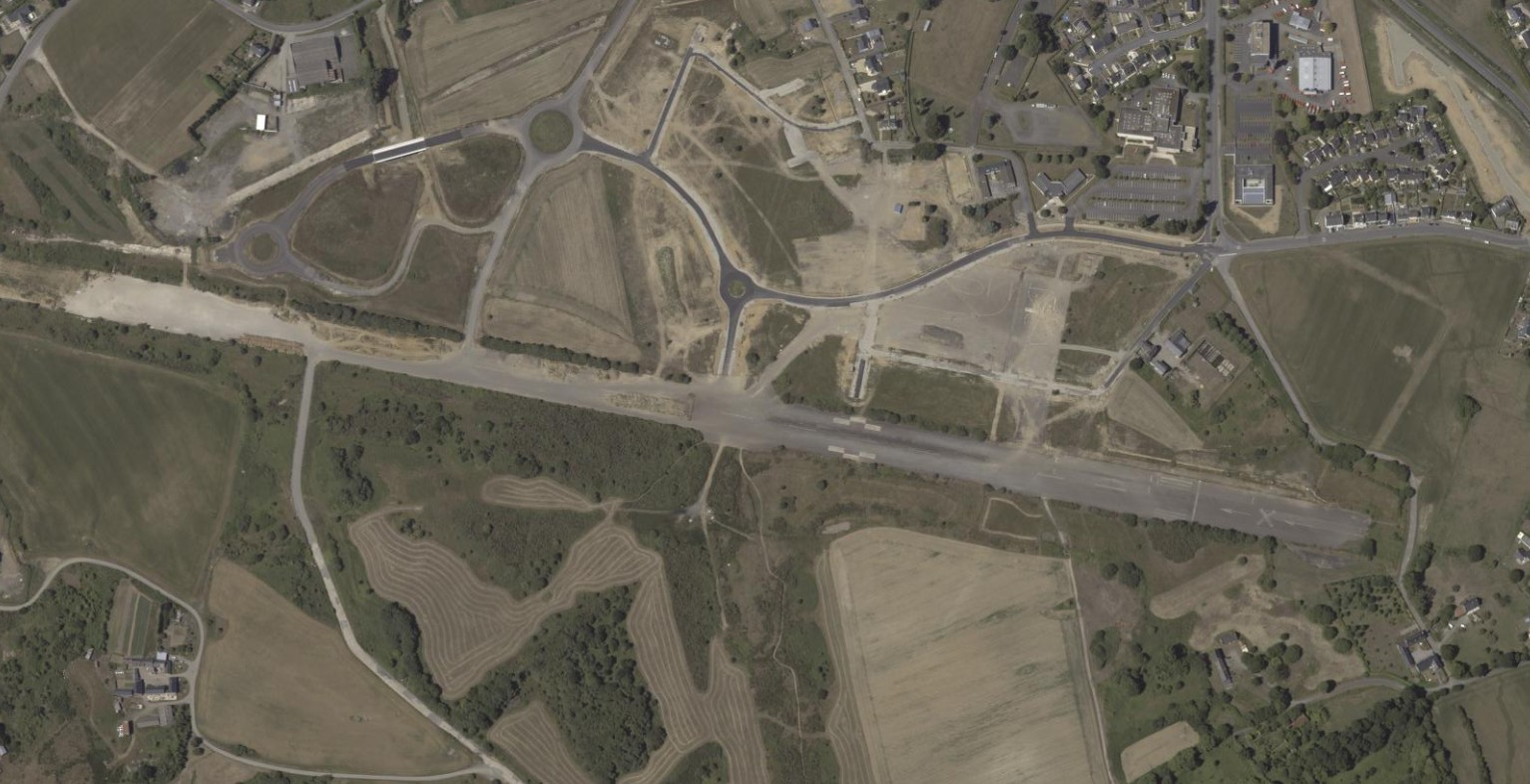
Ancien aéroport de Saint-Brieuc Ploufragan en 2011

### Le nouvel aéroport à Trémuson
En 1989, c'était toujours la compagnie TAT qui assurait la liaison avec Paris Orly Ouest en Fairchild FH-227 B pressurisé.
En 1992, c'est Régional Airlines, à la suite de sa fusion avec Air Vendée, qui assurait la ligne vers Paris-Orly en Jetstream 31.
La compagnie locale de transport à la demande Air Armorique s'installe à Trémuson, compagnie d'avion-taxi appartenant et dirigé par Noël Le Graët, industriel agroalimentaire de la région, Président du club de football En avant Guingamp et Président de la Ligue de football professionnel.
En 1996 et 1997, la compagnie Air West assurait la liaison Nantes - Saint-Brieuc - Jersey.
En 1998, c'est Air Liberté qui assurait la ligne vers Paris.
De 1999 jusqu'en 2001, Air Bretagne assurait des lignes commerciales régulières vers Paris-Orly - Jersey via Saint-Brieuc et Nantes - Jersey via Saint-Brieuc. Elle avait transporté 8500 passagers sur la ligne avec Paris et 6500 passagers sur celle de Jersey en 2000. La ligne de Nantes avait fermé en 2000 ayant fait 1 500 passagers.  Air Bretagne cessait ses activités en octobre 2001 mettant fin à ses lignes régulières.
En 2000, une ligne saisonnière était assurée en Boeing 737 vers Shannon en Irlande.
À partir de 2003, la compagnie britannique Rockhopper (anciennement Le Cocq’s Air Link) assurait la liaison vers Jersey. Cette dernière fut reprise en mai 2006 par Jersey Blue Island qui a assuré les lignes vers Guernesey et Jersey jusqu'à novembre 2006.
En 2008 et 2009, une ligne saisonnière vers Newquay (Cornouaille) a été assurée par la compagnie Skybus.
La société A.A.I. (Atlantique Air Industrie), spécialisée dans la maintenance aéronautique d'ATR-42/72 a quitté l'aéroport en octobre 2011 pour regrouper son activité sur l'ancien site militaire de Toulouse-Francazal.
L'aéroport a accueilli 4 610 passagers en 2008, 3 508 en 2009, 581 en 2010, et stagne à 3889 en 2015 avec un déficit de 600 000 euros pour le budget 2010.
Il se trouve en déficit depuis plusieurs années arrivant juste a couvrir les frais de fonctionnement, il est financé par des subventions d'État pour 2,3 millions entre 2012 et 2015.
En 2016, 3 388 passagers et 15 189 mouvements d'avions ont animé l'aéroport qui n'a plus de lignes régulières commerciales. En 2023 les chiffres n'évoluent pas malgré les investissements publics : 4815 passagers pour 13446 mouvements.
C'est également en 2016, que la société de maintenance aéronautique AirMain, filiale du groupe Regourd Aviation, a quitté l'aéroport de Dinard pour celui de Saint-Brieuc en reprenant notamment les 2 500 m2 laissé vacant 5 ans plus tôt par « Atlantique Air Industrie » (AAI). AirMain (devenu Amelia Tech) assure l'entretien des avions de la flotte des filiales de Regourd Aviation devenu Amelia (comme Aero4M devenue Amelia International, EquaFlight…).
L'aéroport n'ayant plus de ligne régulière, mise sur le trafic d'affaires dont 80 % des vols sont liés à l'équipe de Ligue 2 d'En avant de Guingamp mais aussi les vols liés à Amelia Tech, de l'aéroclub ou des vols d'évacuations sanitaires. 

Vues aériennes de l'aéroport de Saint Brieuc - Trémuson de 1981 à 2011
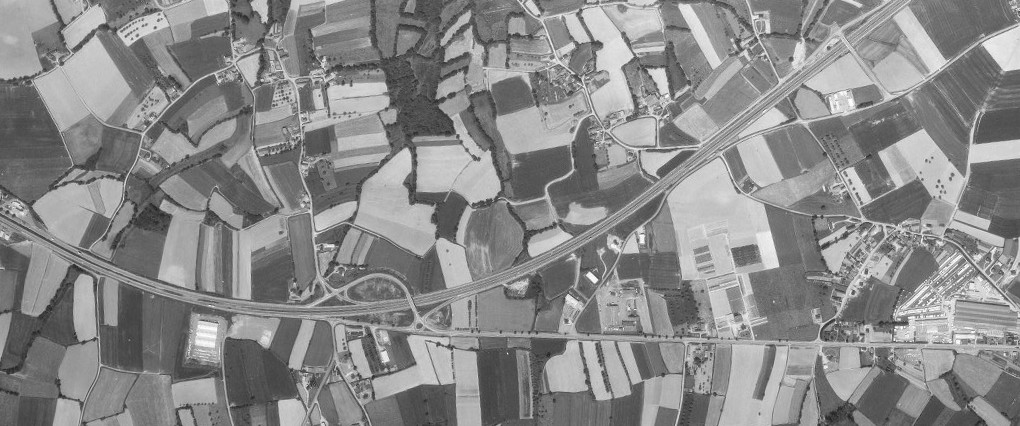
Site du futur aéroport de Saint-Brieuc Trémuson en 1981
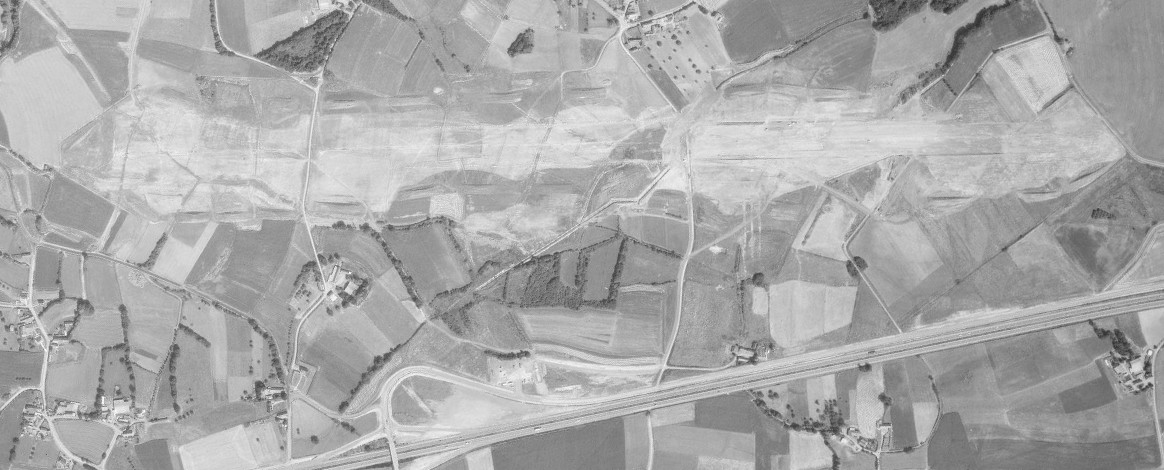
Construction de l'aéroport de Saint-Brieuc Trémuson en 1983
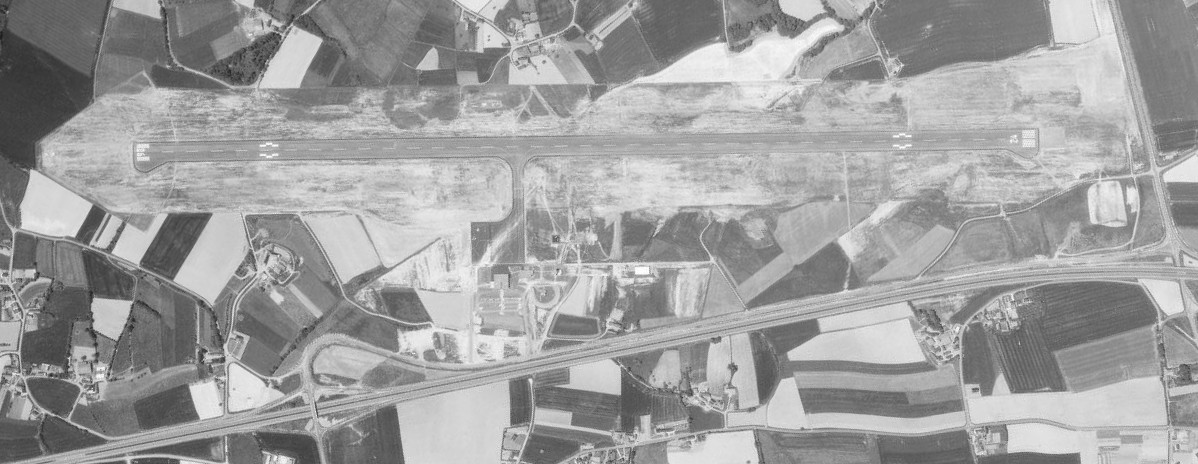
Aéroport de Saint-Brieuc Trémuson en 1986
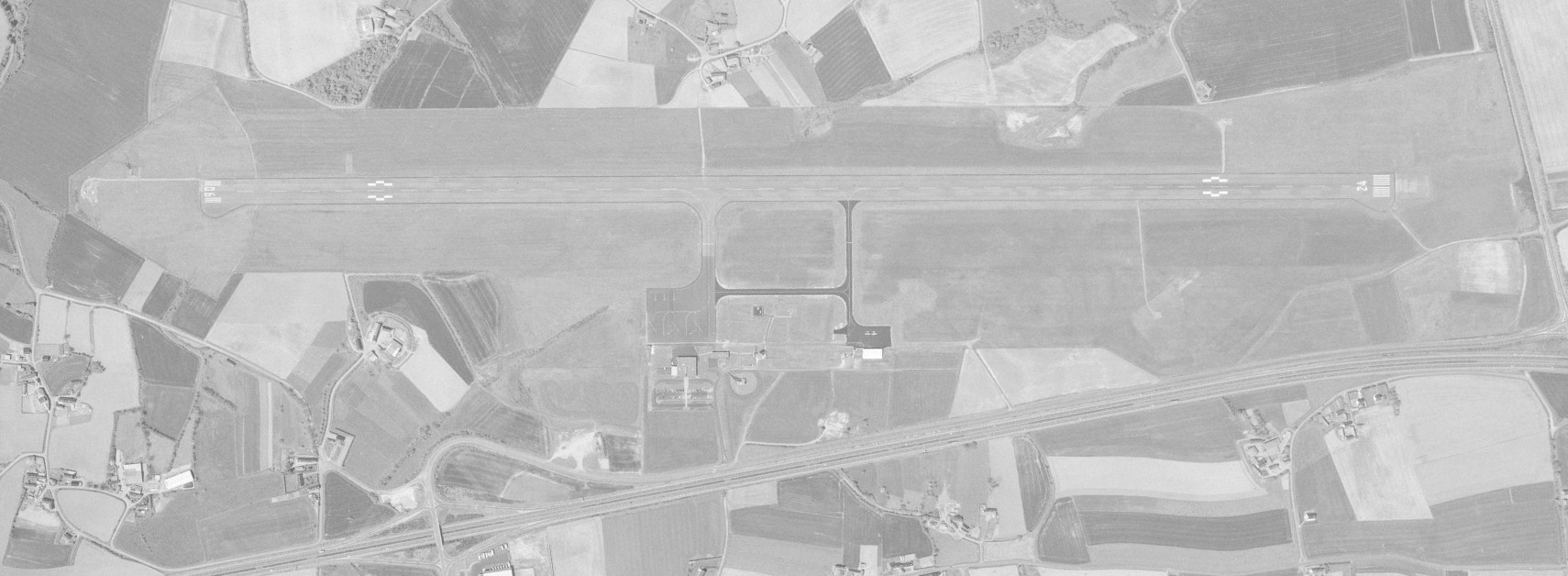
Aéroport de Saint-Brieuc Trémuson en 1990
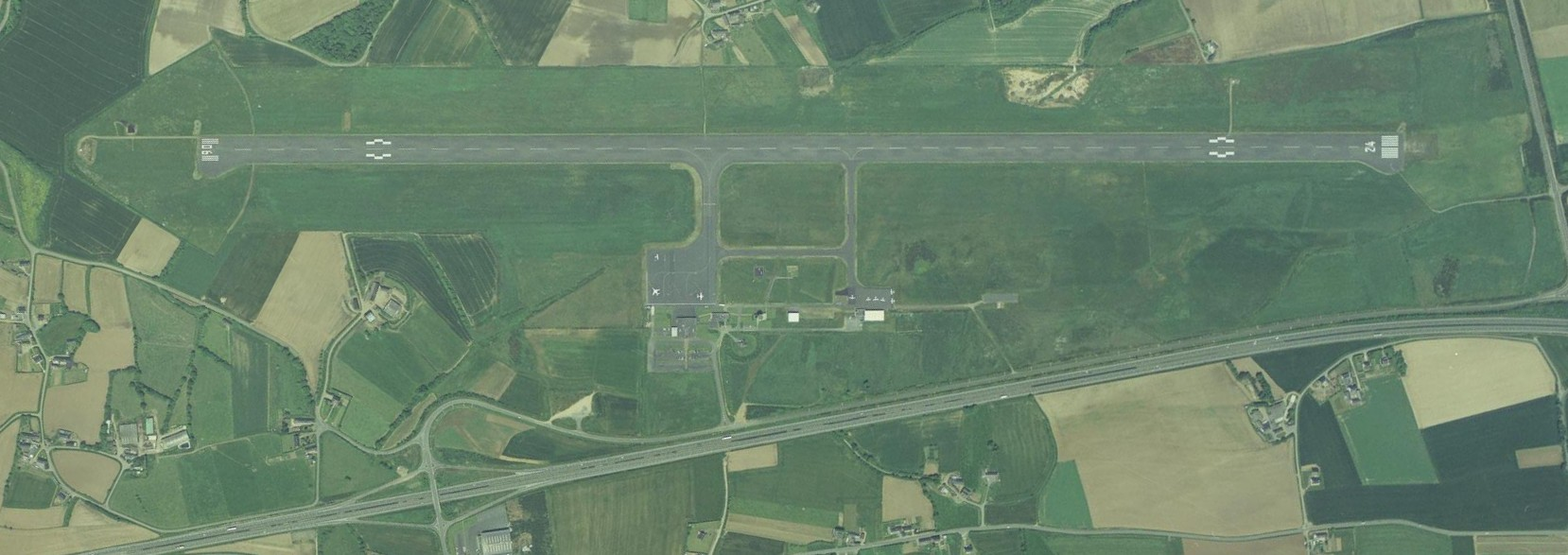
Aéroport de Saint-Brieuc Trémuson en 1994
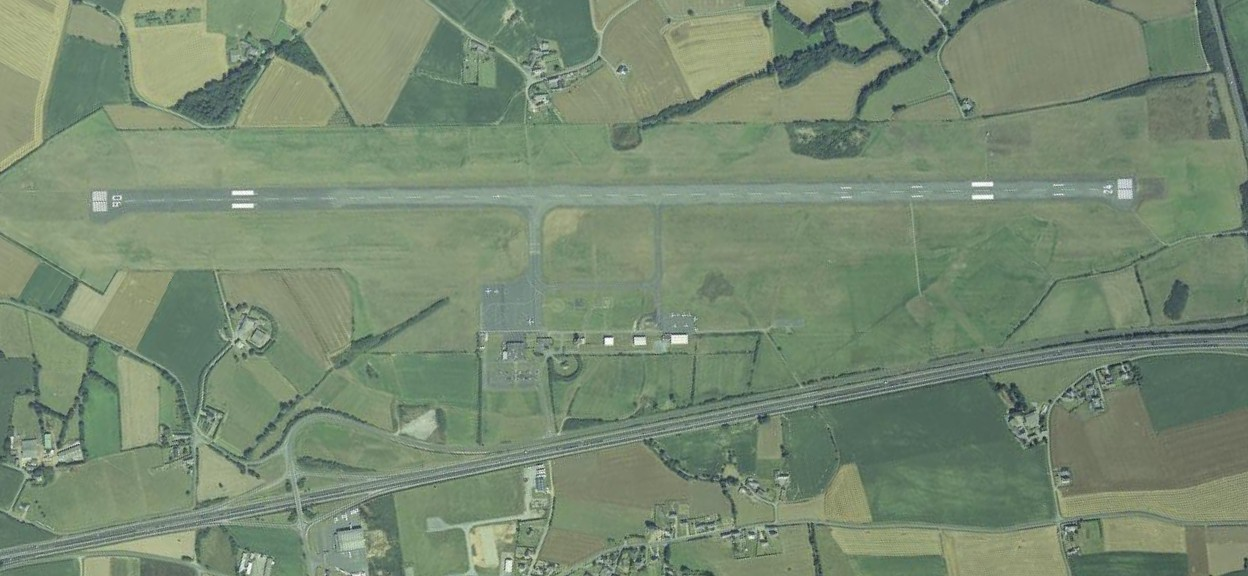
Aéroport de Saint-Brieuc Trémuson en 1998
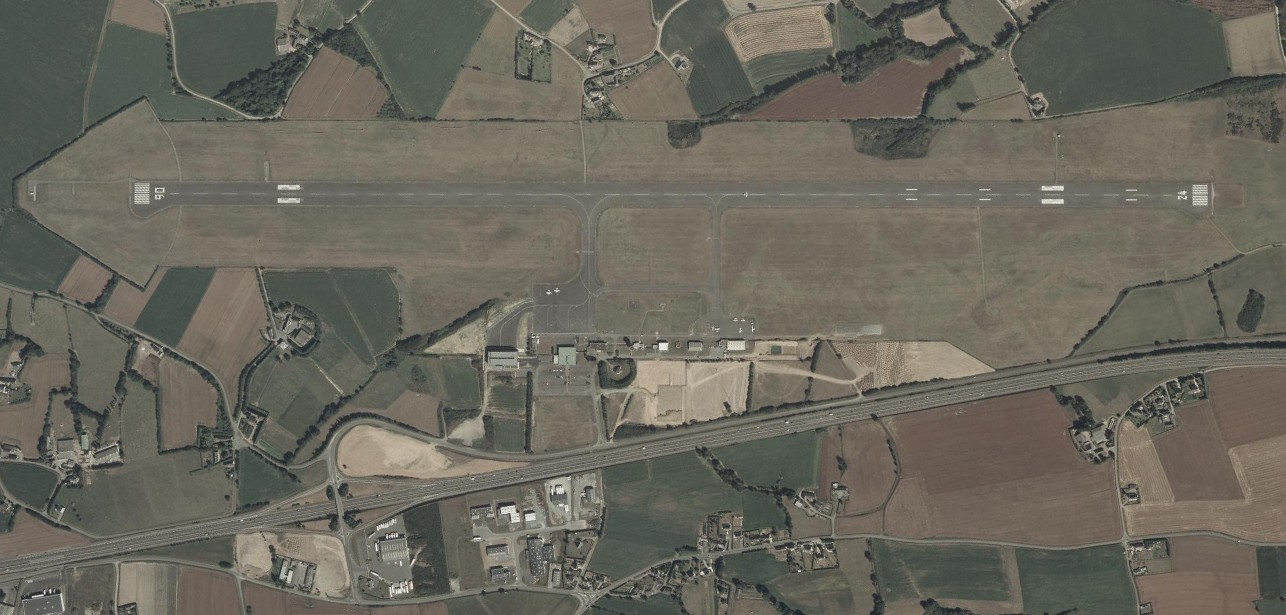
Aéroport de Saint-Brieuc Trémuson en 2003
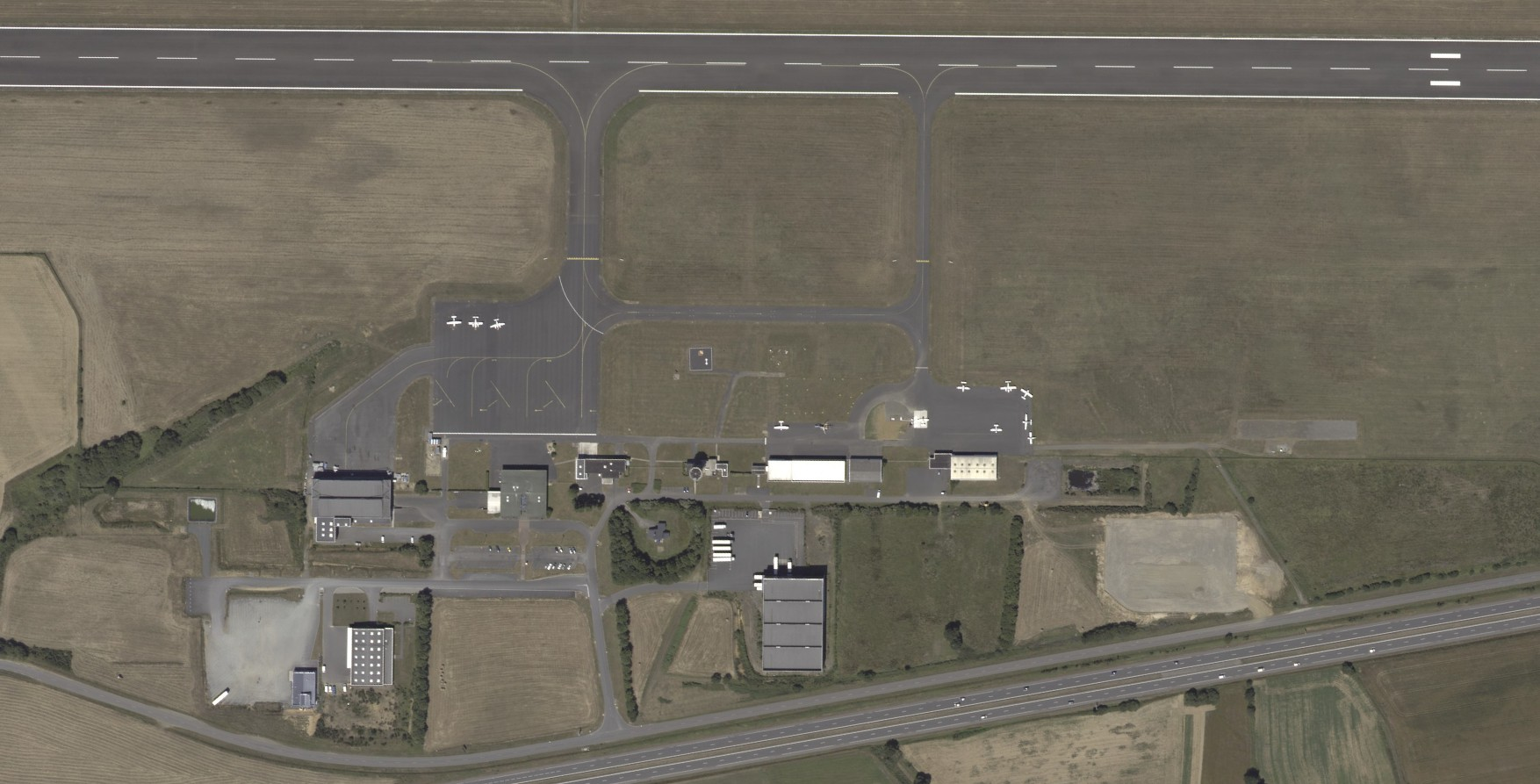
Aéroport de Saint-Brieuc Trémuson en 2011

## Galerie photographique

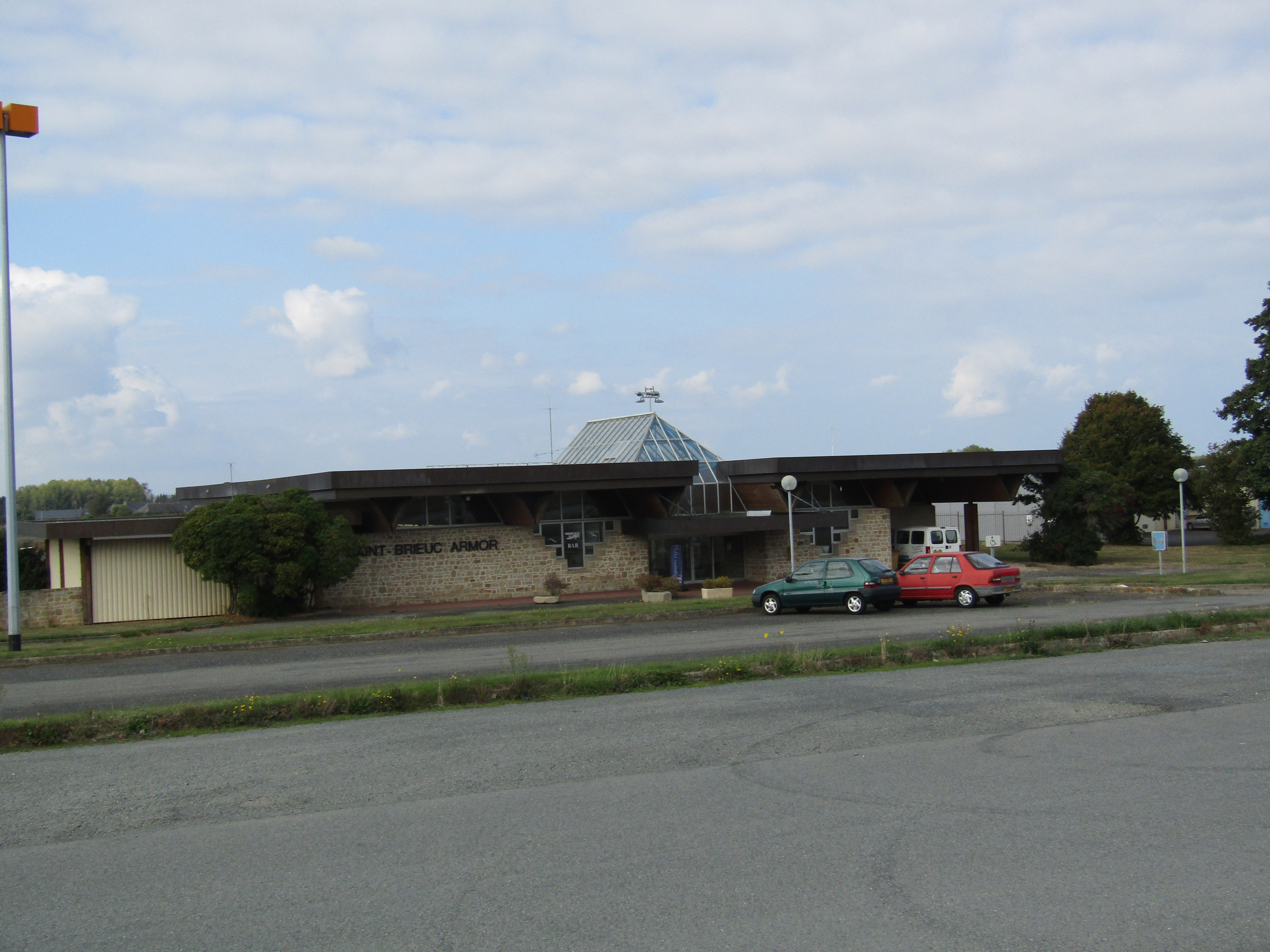
L'ancienne aérogare en 2016.
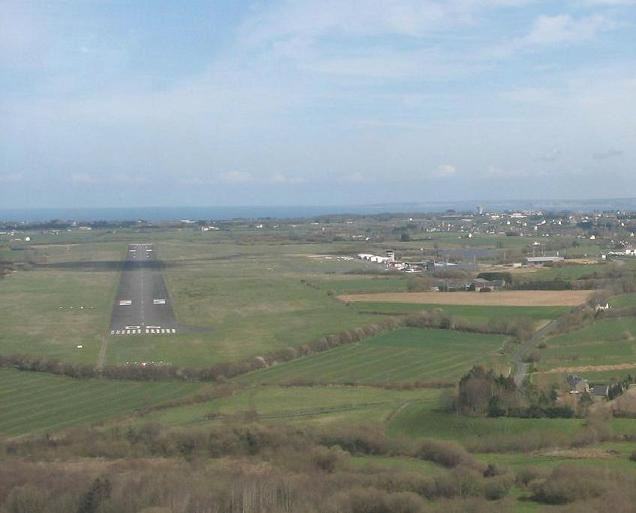
Approche sur Saint-Brieuc.
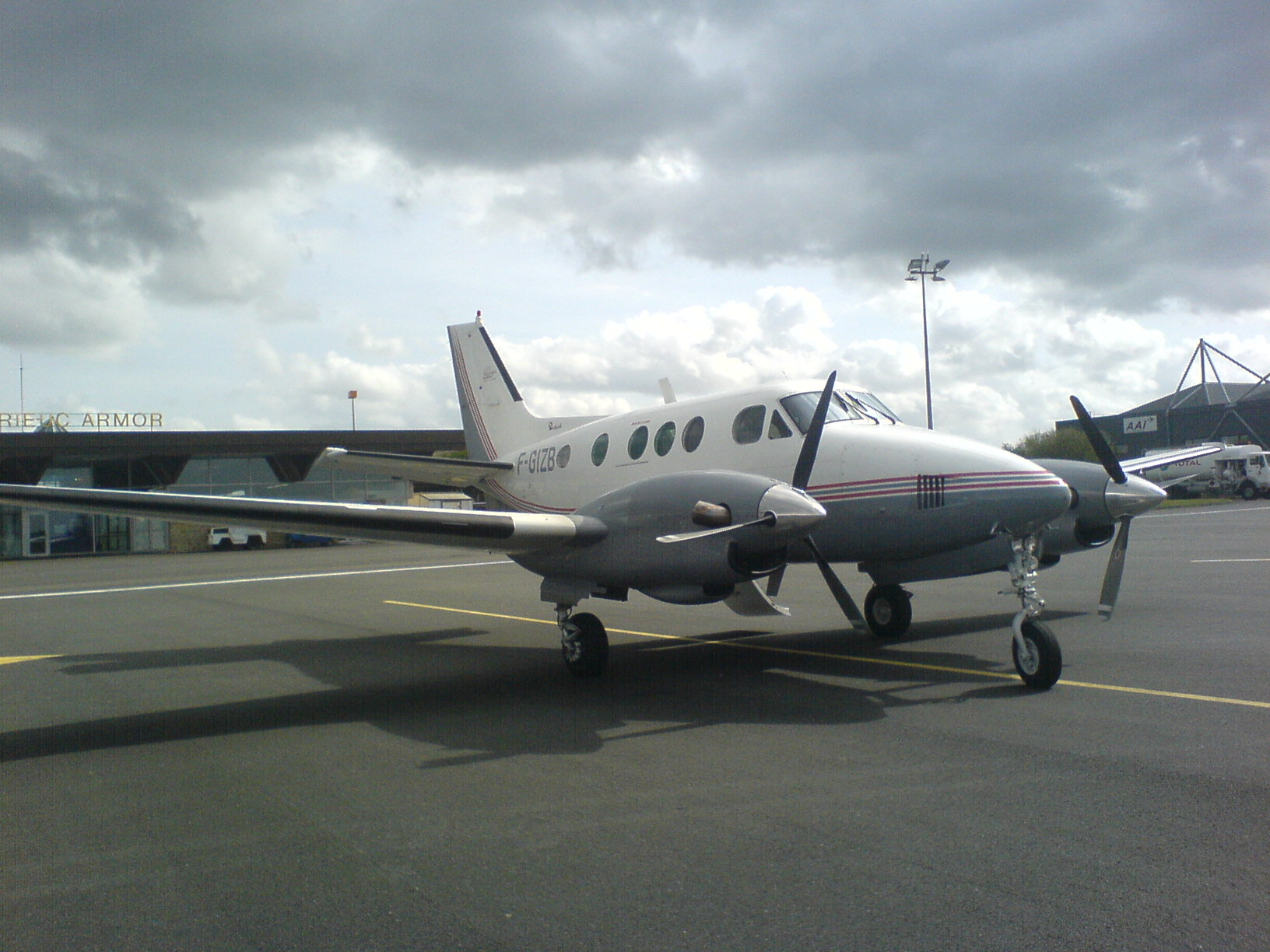
Beechcraft King 90 d'Atlantique Air Assistance (Atlantique Air Lines) en 2008.

## Situation
| \| 20 km1:801 000 \| Dinan Lannion Saint-Brieuc Ouessant Brest Morlaix Quimper Belle-Île Guiscriff - Scaër Ploërmel Pontivy Quiberon Lorient Vannes Redon Rennes Saint-Malo-Dinard BAN Lanvéoc-Poulmic BAN Landivisiau |
| 20 km1:801 000 |